# Nasty Reputation
Nasty Reputation drugi je studijski album Axela Rudija Pella, njemačkog heavy metal-gitarista. Diskografska kuća Steamhammer objavila ga je 1. svibnja 1991.

## Popis pjesama
| 1.    | »I Will Survive«                               | 5:04  |
| 2.    | »Nasty Reputation«                             | 4:10  |
| 3.    | »Fighting the Law«                             | 3:22  |
| 4.    | »Wanted Man«                                   | 3:50  |
| 5.    | »When a Blind Man Cries« (obrada Deep Purplea) | 4:38  |
| 6.    | »Land of the Giants«                           | 10:29 |
| 7.    | »Firewall«                                     | 3:52  |
| 8.    | »Unchain the Thunder«                          | 3:32  |
| 9.    | »Open Doors« (instrumentalna skladba)          | 7:56  |
| 46:53 |                                                |       |

## Zasluge
Axel Rudi Pell
- Volker Krawczak – bas-gitara
- Axel Rudi Pell – gitara, produkcija
- Jörg Michael – bubnjevi
- Rob Rock – vokal, vokal (zborovi)
- Kai Raglewski – klavijature

Dodatni glazbenici
- Michael Voss – vokal (zborovi)
- Michael Böhler – vokal (zborovi)

Ostalo osoblje
- Ulli Pösselt – produkcija, inženjer zvuka, miks
- Bodo Schönberg – dodatni inženjer zvuka, dodatni miks
- Michael Albers – naslovnica
- Michael Bussmann – fotografije